# 秦腔
秦腔（しんこう、ピンイン：QinQiang、チーンチャン、英：Qinqiang Opera）は、中国の伝統的な古典演劇であり、西北地域の地方劇でもある。西周の時代に西府（現在の陝西省宝鶏市）に起源とし、秦の時代に成熟したとも言われている。文献上、明の万暦年間（1573年～1620年）に秦腔という名称が用いられているのが最古の記録である。中国の無形文化遺産である。
日本における秦腔の研究者としては、西安で長年に渡り秦腔のフィールドワークをした清水拓野が知られており、2021年に『中国伝統芸能の俳優教育：陝西省演劇学校のエスノグラフィー』という単著を風響社から出版している。清水の同書は、2021年12月現在、日本語で刊行された国内唯一の秦腔に関する本である。